# Mikael Enerdal
Mikael Bjarne Fredrik Enerdal, född 8 maj 1989, är en svensk tidigare barnskådespelare.

## Filmografi
- 1999 – Dödsklockan – Hasse Westling
- 2000 – Barnen på Luna – polissonen
- 2002 – Fullt hus (svensk dubbning)
- 2003 – Föräldramötet (kortfilm)
- 2004 – Tre solar – Magnus, Hannas son
- 2005 – Peter Pan (svensk dubbning)